# Weltcup der Nordischen Kombination 2007/08
Die Weltcupsaison 2007/08 der Nordischen Kombination begann am 30. November 2007 im finnischen Kuusamo und endete am 9. März 2008 am Holmenkollen bei Oslo. Gesamtweltcup-Sieger wurde bereits zum dritten Mal  Ronny Ackermann.

## Ergebnisse und Wertungen

### Weltcup-Übersicht
| Datum      | Austragungsort | Disziplin       | Sieger                                                          | Zweiter                                                         | Dritter                                                         |
| ---------- | -------------- | --------------- | --------------------------------------------------------------- | --------------------------------------------------------------- | --------------------------------------------------------------- |
| 30.11.2007 | Kuusamo        | HS142 / 15 km   | Ronny Ackermann                                                 | Johnny Spillane                                                 | Christoph Bieler                                                |
| 01.12.2007 | Kuusamo        | HS142 / 7,5 km  | Björn Kircheisen                                                | Hannu Manninen                                                  | Bill Demong                                                     |
| 08.12.2007 | Trondheim      | HS131 / 15 km   | Bill Demong                                                     | Björn Kircheisen                                                | Ronny Ackermann                                                 |
| 09.12.2007 | Trondheim      | HS131 / 7,5 km  | Christoph Bieler                                                | Jason Lamy Chappuis                                             | Bernhard Gruber                                                 |
| 15.12.2007 | Ramsau         | 10 km / HS 98   | Björn Kircheisen                                                | Bernhard Gruber                                                 | Petter Tande                                                    |
| 16.12.2007 | Ramsau         | HS 98 / 7,5 km  | Björn Kircheisen                                                | Ronny Ackermann                                                 | Tino Edelmann                                                   |
| 30.12.2007 | Oberhof        | HS140 / 15 km   | Magnus Moan                                                     | Bill Demong                                                     | Petter Tande                                                    |
| 05.01.2008 | Schonach1      | HS 96 / 7,5 km  | Jason Lamy Chappuis                                             | Bill Demong                                                     | Magnus Moan                                                     |
| 06.01.2008 | Schonach1      | HS 96 / 15 km   | Petter Tande                                                    | Hannu Manninen                                                  | Ronny Ackermann                                                 |
| 12.01.2008 | Val di Fiemme  | HS134 / 15 km   | Ronny Ackermann                                                 | Bill Demong                                                     | Sebastian Haseney                                               |
| 13.01.2008 | Val di Fiemme  | HS134 / 7,5 km  | Sebastian Haseney                                               | Jason Lamy Chappuis                                             | David Kreiner                                                   |
| 20.01.2008 | Klingenthal2   | 10 km / HS140   | Eric Frenzel                                                    | Ronny Ackermann                                                 | Anssi Koivuranta                                                |
| 20.01.2008 | Klingenthal2   | HS140 / 7,5 km  | Ronny Ackermann                                                 | Eric Frenzel                                                    | David Kreiner                                                   |
| 26.01.2008 | Seefeld        | HS100 / 7,5 km  | Christoph Bieler                                                | Magnus Moan                                                     | Ronny Ackermann                                                 |
| 27.01.2008 | Seefeld        | HS100 / 7,5 km3 | Jason Lamy Chappuis                                             | Bernhard Gruber                                                 | Christoph Bieler                                                |
| 15.02.2008 | Liberec        | HS134 / 7,5 km  | Wettkampf wegen starken Windes abgebrochen                      | Wettkampf wegen starken Windes abgebrochen                      | Wettkampf wegen starken Windes abgebrochen                      |
| 16.02.2008 | Liberec        | 10 km / HS1344  | Petter Tande                                                    | Anssi Koivuranta                                                | Ronny Ackermann                                                 |
| 17.02.2008 | Liberec        | HS134 / 7,5 km  | Wettkampf wegen starken Windes abgebrochen                      | Wettkampf wegen starken Windes abgebrochen                      | Wettkampf wegen starken Windes abgebrochen                      |
| 23.02.2008 | Zakopane       | 10 km / HS134   | Wettkampf wegen Tauwetters und starken Windes abgebrochen       | Wettkampf wegen Tauwetters und starken Windes abgebrochen       | Wettkampf wegen Tauwetters und starken Windes abgebrochen       |
| 24.02.2008 | Zakopane       | HS134 / 7,5 km  | Bernhard Gruber                                                 | Tommy Schmid                                                    | Bill Demong                                                     |
| 29.02.2008 | Lahti          | HS130 / 15 km   | Petter Tande                                                    | Eric Frenzel                                                    | Ronny Ackermann                                                 |
| 01.03.2008 | Lahti          | HS130 / 7,5 km  | Wettkampf wegen starken und böigen Windes (Orkan Emma) abgesagt | Wettkampf wegen starken und böigen Windes (Orkan Emma) abgesagt | Wettkampf wegen starken und böigen Windes (Orkan Emma) abgesagt |
| 08.03.2008 | Oslo5          | HS128 / 15 km   | Bernhard Gruber                                                 | Christoph Bieler                                                | Ronny Ackermann                                                 |
| 09.03.2008 | Oslo5          | HS128 / 7,5 km  | Petter Tande                                                    | Mario Stecher                                                   | Bernhard Gruber                                                 |

1 = Ersatzaustragungsort für Ruhpolding

2 = Der ursprünglich geplante Wettbewerb in der Gundersen-Methode wurde aufgrund einer gebrochenen Anlaufspur und starken Windes als Massenstart ausgetragen. Der 10 km Langlauf wurde am 19. Januar 2008 ausgetragen, während der Sprunglauf wegen anhaltenden Windes auf den folgenden Tag verschoben werden musste.

3 = Der erste Sprungdurchgang wurde bereits am Vortag ausgetragen. Der zweite Durchgang musste am 27. Januar 2008 wegen starker Windböen abgesagt werden und der Bewerb wurde als Sprint ausgetragen.

4 = Aufgrund des anhaltenden starken Windes, wurde der ursprünglich geplante Wettbewerb in der Gundersen-Methode als Massenstart ausgetragen, damit das Springen auf den Nachmittag verlegt werden konnte.

5 = Wegen Vorhersage von starkem Wind für den folgenden Tag wurde der erste der beiden Sprünge für den Gundersen-Wettkampf am Samstag bereits am 7. März absolviert. Auch der Sprung für den Sprint am 9. März wurde daher vorgezogen.

## Weltcupgesamtwertung
| Rang | Name                | Punkte |
| ---- | ------------------- | ------ |
| 01.  | Ronny Ackermann     | 1174   |
| 02.  | Petter Tande        | 0978   |
| 03.  | Bill Demong         | 0902   |
| 04.  | Bernhard Gruber     | 0894   |
| 05.  | Jason Lamy Chappuis | 0776   |
| 06.  | Christoph Bieler    | 0766   |
| 07.  | Eric Frenzel        | 0752   |
| 08.  | Björn Kircheisen    | 0676   |
| 09.  | Magnus Moan         | 0667   |
| 10.  | David Kreiner       | 0622   |
| 11.  | Anssi Koivuranta    | 0443   |
| 12.  | Tino Edelmann       | 0362   |
| 13.  | Norihito Kobayashi  | 0348   |
| 14.  | Hannu Manninen      | 0333   |
| 15.  | Mario Stecher       | 0331   |
| 16.  | Sebastian Haseney   | 0319   |
| 17.  | Wilhelm Denifl      | 0294   |
| 18.  | David Zauner        | 0292   |
| 19.  | Johnny Spillane     | 0282   |
| 20.  | Espen Rian          | 0277   |
| 21.  | Daito Takahashi     | 0275   |
| 22.  | Jan Schmid          | 0253   |

| Rang | Name               | Punkte |
| ---- | ------------------ | ------ |
| 23.  | Håvard Klemetsen   | 0225   |
| 24.  | Janne Ryynänen     | 0195   |
| 24.  | Alfred Rainer      | 0195   |
| 26.  | Georg Hettich      | 0192   |
|      | Tomáš Slavík       | 0192   |
| 28.  | Matthias Menz      | 0181   |
| 29.  | Lukas Klapfer      | 0172   |
| 30.  | Seppi Hurschler    | 0170   |
| 31.  | Mikko Kokslien     | 0161   |
| 32.  | Christian Beetz    | 0157   |
| 33.  | Ronny Heer         | 0155   |
| 34.  | Tommy Schmid       | 0149   |
| 35.  | François Braud     | 0140   |
| 36.  | Sébastien Lacroix  | 0132   |
| 37.  | Jaakko Tallus      | 0123   |
| 38.  | Tom Beetz          | 0099   |
| 39.  | Eric Camerota      | 0089   |
| 40.  | Yūsuke Minato      | 0085   |
| 41.  | Marco Pichlmayer   | 0081   |
| 42.  | Mathieu Martinez   | 0080   |
|      | Iver Markengbakken | 0080   |
| 44.  | Jouni Kaitainen    | 0076   |

| Rang | Name                | Punkte |
| ---- | ------------------- | ------ |
| 45.  | Andreas Günter      | 0068   |
| 46.  | Michael Hollenstein | 0061   |
| 47.  | Tomaz Druml         | 0060   |
| 48.  | Taihei Katō         | 0057   |
| 49.  | Jonas Nermoen       | 0053   |
| 50.  | Jonathan Félisaz    | 0048   |
| 51.  | Pavel Churavý       | 0042   |
| 52.  | Stefan Tuss         | 0039   |
| 53.  | Maxime Laheurte     | 0038   |
| 54.  | Marcel Höhlig       | 0037   |
| 55.  | Aleš Vodseďálek     | 0035   |
| 56.  | Tim Hug             | 0029   |
|      | Antti Kuisma        | 0029   |
| 58.  | Jens Kaufmann       | 0028   |
| 59.  | Miroslav Dvořák     | 0024   |
| 60.  | Ville Kähkönen      | 0019   |
|      | Sergei Maslennikow  | 0019   |
| 62.  | Mitja Oranič        | 0016   |
| 63.  | Martin Skopek       | 0015   |
|      | Giuseppe Michielli  | 0015   |
| 65.  | Daniele Munari      | 0002   |

| Rang | Name                | Punkte |
| ---- | ------------------- | ------ |
| 01.  | Ronny Ackermann     | 508    |
| 02.  | Jason Lamy Chappuis | 504    |
| 03.  | Bernhard Gruber     | 497    |
| 04.  | Christoph Bieler    | 468    |
| 05.  | Petter Tande        | 396    |
| 06.  | Bill Demong         | 394    |
| 07.  | Magnus Moan         | 332    |
| 08.  | Björn Kircheisen    | 314    |
| 09.  | Eric Frenzel        | 312    |
| 10.  | David Kreiner       | 304    |
| 11.  | Mario Stecher       | 204    |
| 12.  | Tino Edelmann       | 186    |
| 13.  | Norihito Kobayashi  | 173    |
| 14.  | Espen Rian          | 170    |
| 15.  | Sebastian Haseney   | 164    |

| Rang | Land               | Punkte |
| ---- | ------------------ | ------ |
| 1    | Deutschland        | 3138   |
| 2    | Österreich         | 2423   |
| 3    | Norwegen           | 2003   |
| 4    | Finnland           | 1146   |
| 5    | Vereinigte Staaten | 1139   |
| 6    | Frankreich         | 0905   |
| 7    | Japan              | 0620   |
| 8    | Schweiz            | 0380   |
| 9    | Tschechien         | 0187   |
| 10   | Italien            | 0011   |
|      | Russland           | 0011   |
| 12   | Slowenien          | 0005   |